# Dom Ludowy w Daleszycach
Dom Ludowy w Daleszycach (także: Dom Parafialny w Daleszycach) – budynek domu ludowego zlokalizowany na narożniku ulic Kościelnej i Bartosza Głowackiego w Daleszycach w powiecie kieleckim.

## Kościół Świętego Ducha i szpital dla ubogich
W miejscu obecnego domu stał wcześniej, wzniesiony około 1597, drewniany kościół Świętego Ducha wraz ze szpitalem dla ubogich. Pierwszym administratorem był tu proboszcz Krzysztof Sasin. Budowla ta miała podcienia i kryta była gontem. Dach wieńczyła kopuła z sygnaturką. Obok kościoła istniał cmentarz. Zespół ten został w 1801 zubożony poprzez rozebranie świątyni. Drewniany szpital funkcjonował nadal – miał cztery izby oddzielone korytarzem. W latach 1863-1864 leczyli się tutaj ranni powstańcy styczniowi, którzy ucierpieli podczas starć w rejonie Ocięseków oraz w lasach szczeceńskich. Obiekt spalili własowcy podczas pacyfikacji Daleszyc w sierpniu 1944.

## Dom Ludowy
Obecny, dwukondygnacyjny Dom Ludowy wzniesiono w latach 20. XX wieku w miejscu kościoła z inicjatywy i za fundusze księdza infułata Bogumiła Czerkiewicza. W budynku, stanowiącym centrum kulturalne i społeczne miasta, działała m.in. ochronka dla dzieci oraz teatr. Miały tu miejsce występy chóru kościelnego, czy orkiestry OSP. Obraz na kurtynie wykonał ksiądz Edward Brodowski, wyobrażając Jankiela grającego na cymbałach. W 1926 budynek gościł marszałka Józefa Piłsudskiego, który zajmował się w tym rejonie inspekcją oddziałów 2. Dywizji Piechoty Legionów i 7 sierpnia 1926 spotkał się z mieszkańcami miasta.
W trakcie okupacji niemieckiej w domu działał posterunek granatowej policji zinfiltrowany przez Armię Krajową w osobie Józefa Zarębskiego pseudonim "Józef" (jego działalność umożliwiła opanowanie placówki przez AK 27 lipca 1944). Gmach, jako jeden z nielicznych w mieście, przetrwał pacyfikację własowców z 1944. W 1958 wprowadziły się doń siostry służki Najświętszej Maryi Panny, ale duża część budynku pozostawała nieużytkowana i zaczęła niszczeć.
W czerwcu 2001, z inicjatywy lokalnych władz świeckich i kościelnych, część obiektu przeznaczono na świetlicę integracyjno-wspierającą dla dzieci, jednak pozostałe powierzchnie nadal nie są użytkowane, a lokalnej parafii i samorządu nie stać na utrzymanie okazałej budowli, w związku z czym pozostaje ona nadal w złym stanie technicznym.